# Haftentschädigung
Eine Haftentschädigung wird für eine verbüßte Freiheitsstrafe gezahlt, wenn die Verurteilung im Wiederaufnahmeverfahren oder sonst, nachdem sie rechtskräftig geworden ist, fortfällt oder gemildert wird. Im Falle der Untersuchungshaft besteht ein Anspruch, soweit der Betroffene freigesprochen oder das Verfahren gegen ihn eingestellt wird oder soweit das Gericht die Eröffnung des Hauptverfahrens gegen ihn ablehnt.
Kein Anspruch auf Haftentschädigung im Recht Deutschlands besteht nach dem StrEG (verkürzt: Strafentschädigungsgesetz) für freiheitsentziehende Maßnahmen auf der Basis anderer Rechtsgrundlagen, insbesondere nach §§ 415 ff. FamFG, also z. B. für zu Unrecht erlittene Abschiebungshaft. Da in diesen Fällen jedoch dem Grunde nach ein Entschädigungsanspruch auf anderer Rechtsgrundlage vorliegt (Art. 5 Abs. 5 EMRK), orientieren sich die zuständigen Behörden häufig bei der Bemessung der Höhe der Entschädigung an den Vorschriften des (deutschen) StrEG und wenden diese entsprechend an.

## Deutschland
Die Entschädigung erfüllt die Funktion eines Schadensersatzes und Schmerzensgeldes. Sie ist in Deutschland im Gesetz über die Entschädigung für Strafverfolgungsmaßnahmen (StrEG, StrafEntschädigungsGesetz) geregelt und beträgt für „den Schaden, der nicht Vermögensschaden ist“, 75 € für jeden angefangenen Tag der Freiheitsentziehung (§ 7 Abs. 3 StrEG). Zusätzlich kann Schadensersatz für Vermögensschäden geleistet werden, wenn der nachgewiesene Schaden den Betrag von 25 € übersteigt und der Schaden ohne die Strafverfolgungsmaßnahme nicht eingetreten wäre (§ 7 Abs. 2 StrEG).
Die Ausführungsvorschriften zum StrEG sehen allerdings die Anrechnung des infolge einer Haft für Unterkunft und Verpflegung Ersparten auf den Vermögensschaden nach allgemeinen Grundsätzen (sogenannter Vorteilsausgleich) vor. Solche Ersparnisse sollen aber „allein bei der Geltendmachung von kongruenten Vermögensschäden (§ 7 Abs. 1 StrEG) und nur“ in Höhe von 3/4 des Haftkostensatzes „angerechnet“ werden. Ein solches Kongruenzverhältnis besteht nach einem Urteil des Oberlandesgerichts Düsseldorf vom 10. Mai 2006 beispielsweise nicht zwischen dem Anspruch auf Entschädigung für aufgewendete Verteidigerkosten nach § 7 Abs. 1 StrEG und den in der Untersuchungshaft ersparten Verpflegungskosten. Erst recht kommt kein Abzug für ersparte Aufwendungen gegenüber der Pauschale von 75 Euro pro Hafttag nach § 7 Abs. 3 StrEG in Betracht, da diese nicht für Vermögensschäden, sondern nach dem ausdrücklichen Wortlaut des Gesetzes für „den Schaden, der nicht Vermögensschaden ist“, geleistet wird.
Am 9. November 2017 beschloss die Justizministerkonferenz, da man „die derzeitige Entschädigung nach § 7 Abs. 3 StrEG mit 25,00 € für jeden angefangenen Tag der Freiheitsentziehung für zu gering“ erachte, bitte man „den Bundesminister der Justiz und für Verbraucherschutz, einen Gesetzentwurf vorzulegen, der eine deutliche Erhöhung dieser Entschädigung vorsieht.“ Zum 8. Oktober 2020 wurde die Entschädigung auf 75 € pro Tag verdreifacht (vgl. oben).
Die Entschädigung nach dem StrEG schließt die Geltendmachung von Entschädigungsansprüchen nach anderen Rechtsgrundlagen (z. B. gem. Art. 5 Abs. 5 EMRK) nicht aus, wobei diese unter Umständen auch höher liegen können.

## Fälle in der DDR
Eine Entschädigung für Haft und Verfolgung in der DDR kann aufgrund des Strafrechtlichen Rehabilitierungsgesetzes (StrRehaG) beantragt werden, wenn diese auf der strafrechtlichen Entscheidung eines staatlichen deutschen Gerichts in dem in Art. 3 Einigungsvertrages genannten Gebiet (Beitrittsgebiet) aus der Zeit vom 8. Mai 1945 bis zum 2. Oktober 1990 beruht, die mit wesentlichen Grundsätzen einer freiheitlichen rechtsstaatlichen Ordnung unvereinbar ist. Die grundsätzliche Kapitalentschädigung beträgt 306,78 € (vormals 600 DM) je angefangenen Monat einer Freiheitsentziehung, was einem Tagessatz von ungefähr 10 € entspricht.

## Österreich
In Österreich gilt das 
Bundesgesetz über den Ersatz von Schäden aufgrund einer strafgerichtlichen Anhaltung oder Verurteilung, Kurztitel: Strafrechtliches Entschädigungsgesetz (StEG 2005). Das Gesetz schließt eine direkte Haftung des Organs, das den Schaden zugefügt hat, aus, allerdings kann sich der Bund an dem verursachenden Organ regressieren. Die Entschädigung ist nur als Geldleistung möglich, der Satz pro Tag beträgt mindestens 20 und höchstens 50 Euro. Bei einem Mitverschulden wie Falschaussage oder Nichtbefolgung einer Ladung, kann die Haftung eingeschränkt oder ausgeschlossen werden. Der Ersatzanspruch verjährt nach drei Jahren. Der Geschädigte hat den Bund, namentlich die Finanzprokuratur, in einem Aufforderungsverfahren zur Anerkennung des Anspruches aufzufordern. Der Ersatzanspruch ist geschützt vor Exekution außer für offene Unterhaltszahlungen.
Zeiten, für die ein Ersatzanspruch anerkannt worden ist oder für die ein österreichisches Gericht einen Entschädigungsanspruch rechtskräftig zuerkannt hat, gelten gem. § 506a ASVG als Versicherungszeiten. Die auf diese Zeiten entfallenden Beiträge hat der Bund an den zuständigen Versicherungsträger nachzuentrichten.

## Fälle  jahrzehntelanger Haft in den USA
Craig Coley (* 1947) wurde 1980 wegen Doppelmordes zu lebenslanger Haft verurteilt. Er versicherte stets, unschuldig zu sein. Nach 39 Jahren Haft kam er im November 2017 frei, nachdem ein DNA-Test ergeben hatte, dass er die Tat nicht verübt haben konnte. Der Gouverneur von Kalifornien, Jerry Brown, begnadigte ihn. Die Stadt Simi Valley verständigte sich im Februar 2019 mit Coley auf eine Ausgleichszahlung von 21 Mio. US-Dollar (rund 19 Mio. €) für fast 38 Jahre Haft, um einen Prozess zu vermeiden. Die Entschädigung macht pro Hafttag rund 1330 € aus.
Im Februar 2023, kam Lamar Johnson (Justizopfer) nach 28 Jahren Haft frei. Er war trotz eines Alibis und Beteuerungen schuldig befunden worden, einen 1994 an einem Mann verübten Mord begangen zu haben. 2022 strengte Rechtsanwältin Kimberly Gardner die Berufung an. Die Entscheidung des Berufungsrichters in St. Louis, Missouri stütze sich auf das Geständnis eines anderen Manns. Johnson hatte keinen Anspruch auf staatliche Entschädigung, es gab einen Spendenaufruf auf GoFundMe, der 600.000 Dollar einbrachte.